# Viola yunnanfuensis
Viola yunnanfuensis  (лат.) — многолетнее травянистое растение рода Фиалка семейства Фиалковые родом из Бутана.